# SH@PPLE - 샤플-
《SH@PPLE -샤플-》(SH@PPLE -しゃっぷる-)은 타케오카 하즈키가 쓰고 요타가 삽화를 담당한 일본의 라이트 노벨이다. 후지미 판타지아 문고(후지미 쇼보)에서 전 9권이 발매되었으며 대한민국에서는 제이노블(서울문화사)로 발매된다.
월간 콤프 에이스에서 2009년 9월호에서 2010년 3월호까지 우이라 아쿠루 작화로 만화판이 연재된 바가 있다.